# Aglaia teysmanniana
Aglaia teysmanniana är en tvåhjärtbladig växtart som först beskrevs av Friedrich Anton Wilhelm Miquel, och fick sitt nu gällande namn av Friedrich Anton Wilhelm Miquel. Aglaia teysmanniana ingår i släktet Aglaia och familjen Meliaceae. Inga underarter finns listade i Catalogue of Life.